# Savenès

Savenès este o comună în departamentul Tarn-et-Garonne din sudul Franței. În 2009 avea o populație de 731 de locuitori.

## Evoluția populației
| An        | 1975 | 1982 | 1990 | 1999 | 2006 | 2009 |
| --------- | ---- | ---- | ---- | ---- | ---- | ---- |
| Populație | 402  | 382  | 431  | 454  | 643  | 731  |